# آشپزخانه صحرایی

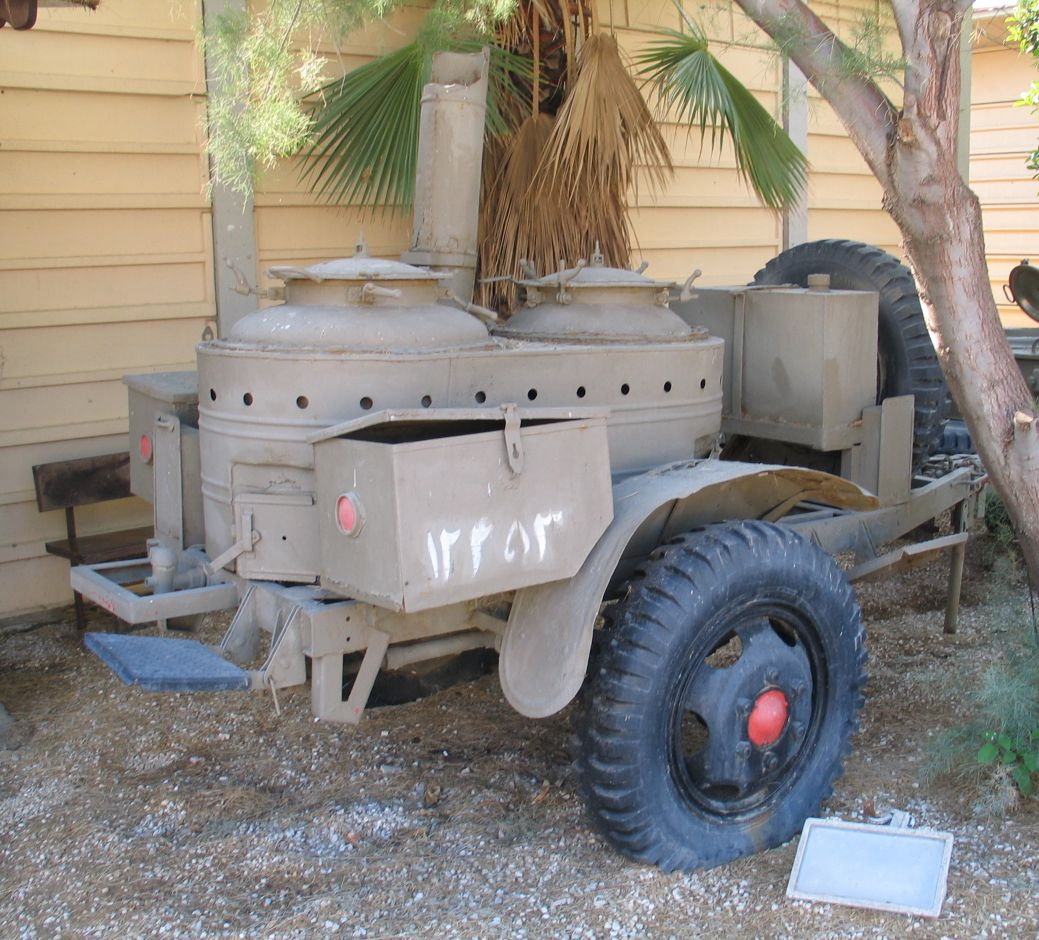
یک آشپزخانهٔ صحرایی متعلق به شوروی مدل KP-2-49

آشپزخانهٔ صحرایی نوعی آشپزخانهٔ متحرک یا کامیون غذاست که برای تهیهٔ غذای گرم برای نیروی نظامی به کار می‌رود.

## توضیحات
اولین زمینه آشپزخانه‌های صحرایی با چهار چرخ توسط اسب‌ها کشیده می‌شدند؛ اما ظهور اصلی این دستگاه‌ها از قرن ۱۹ میلادی بود.

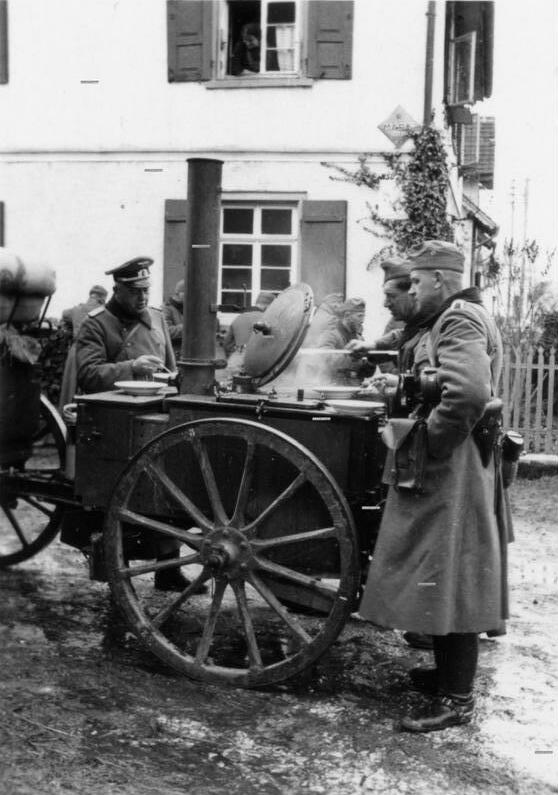
آشپزخانهٔ صحرایی متعلق به آلمان، جنگ جهانی دوم

## نگارخانه

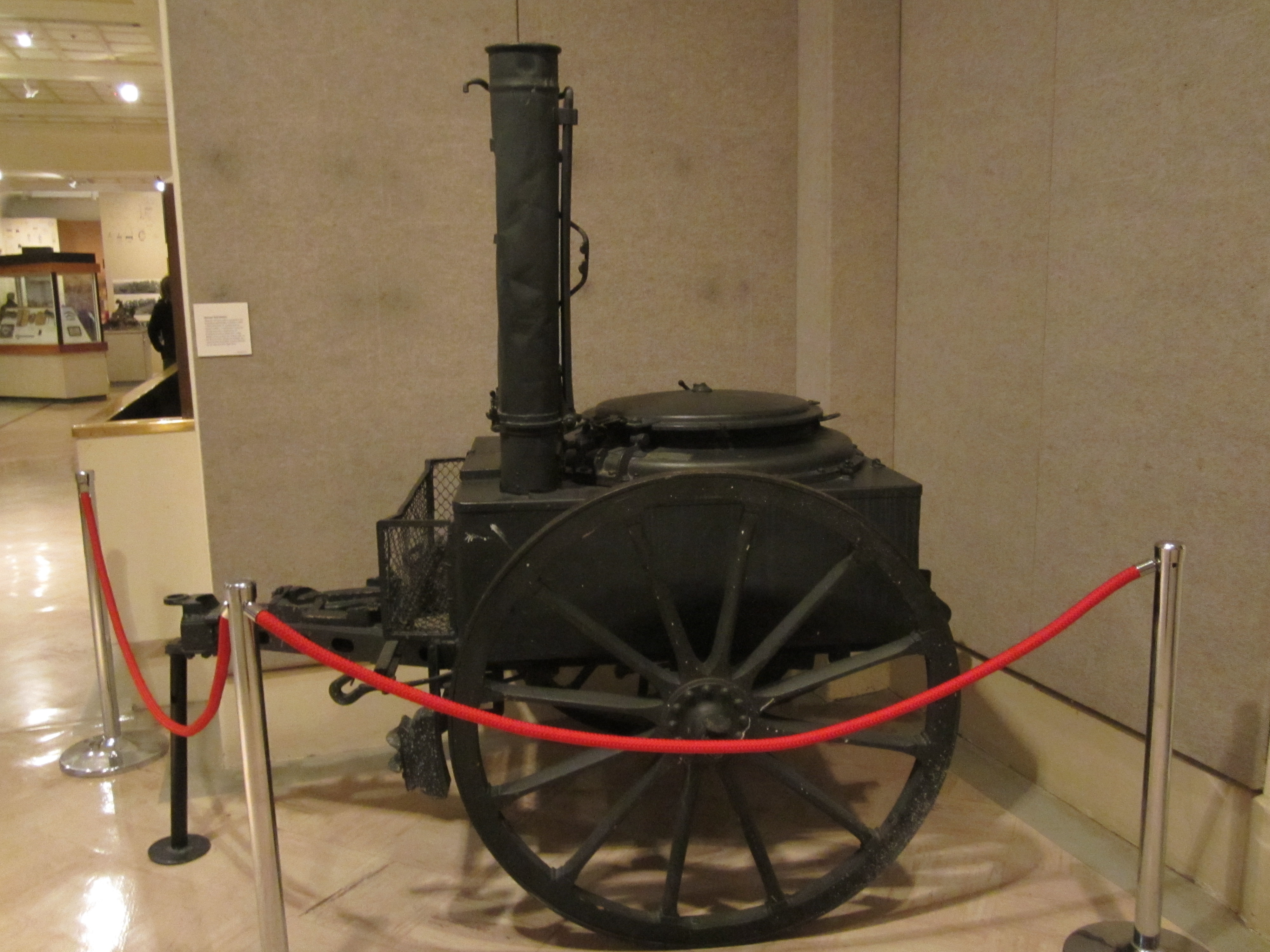
آشپزخانهٔ صحرایی آلمانی در موزهٔ یادبود جنگ.
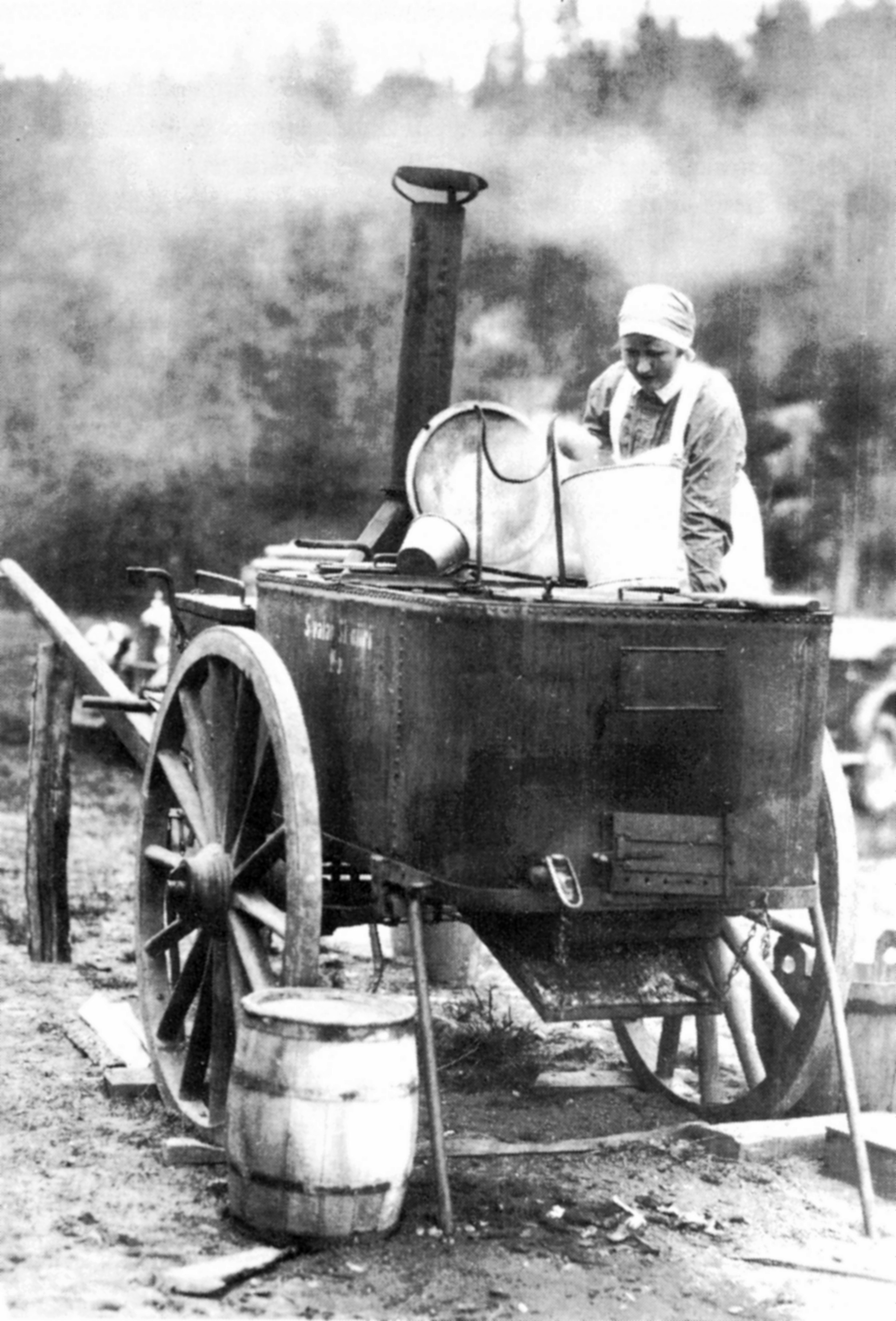
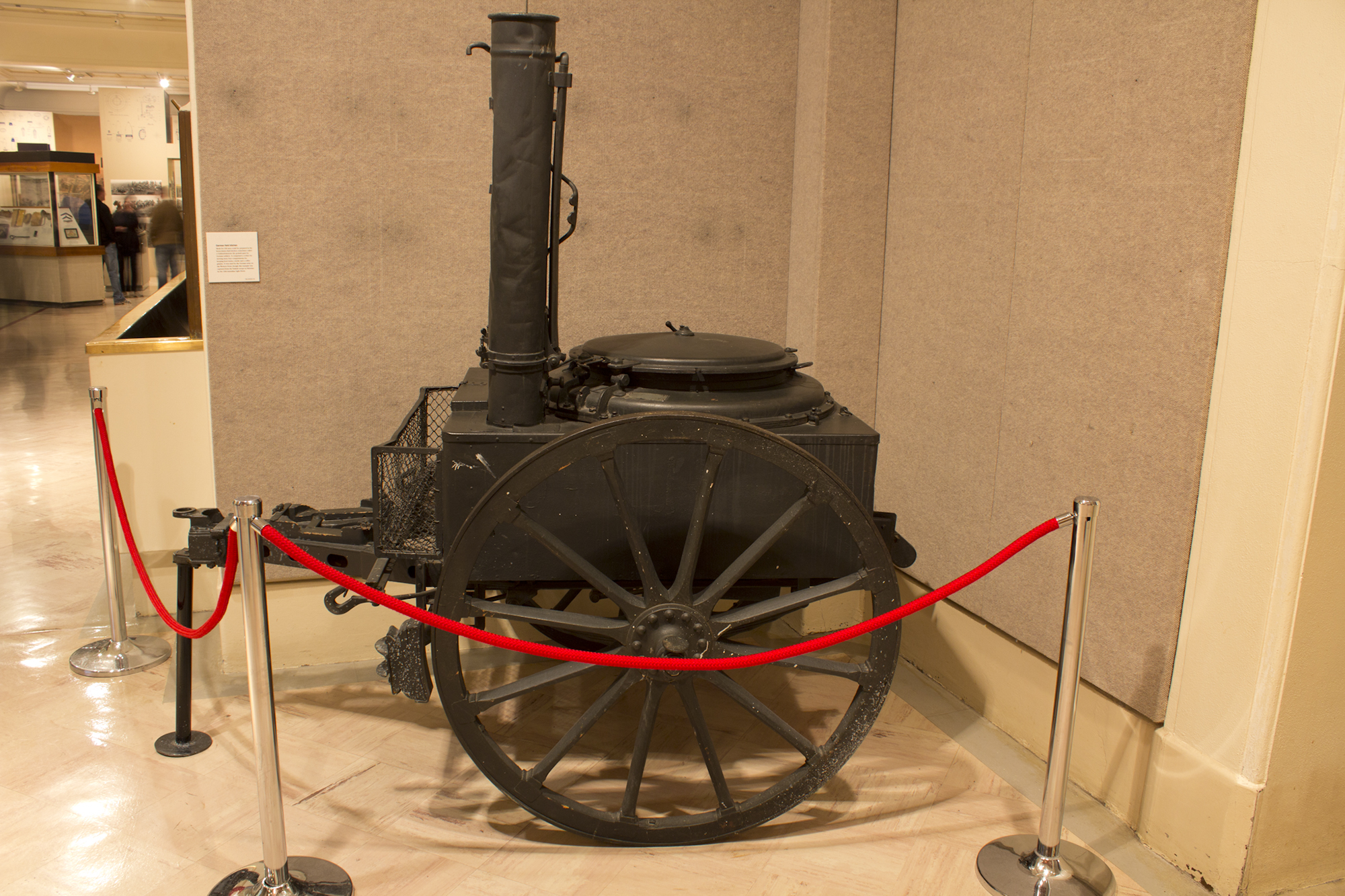
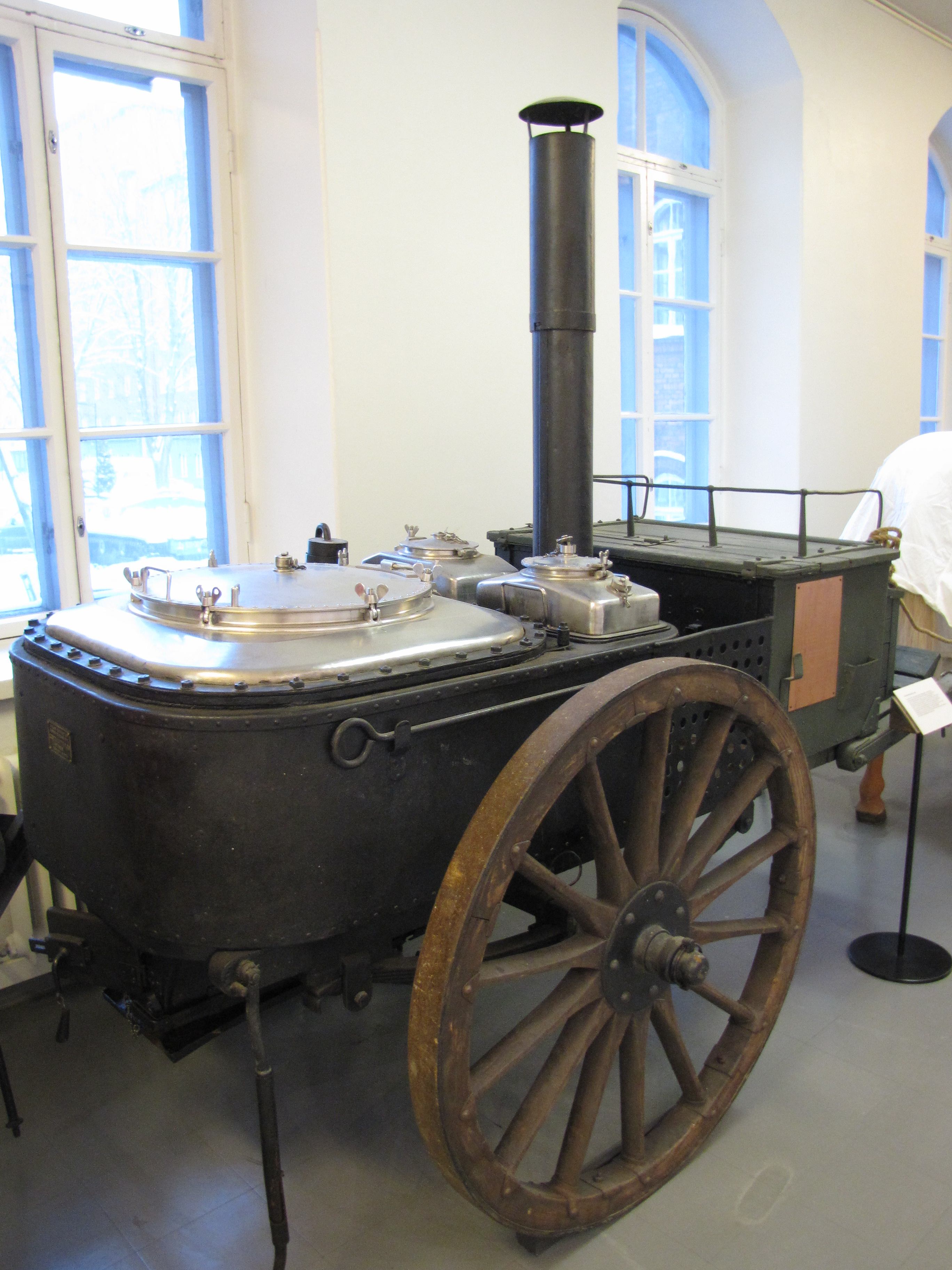
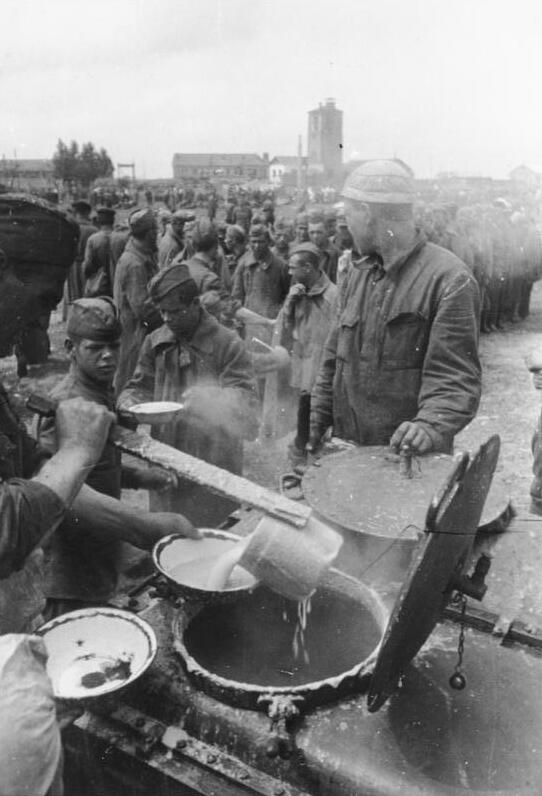
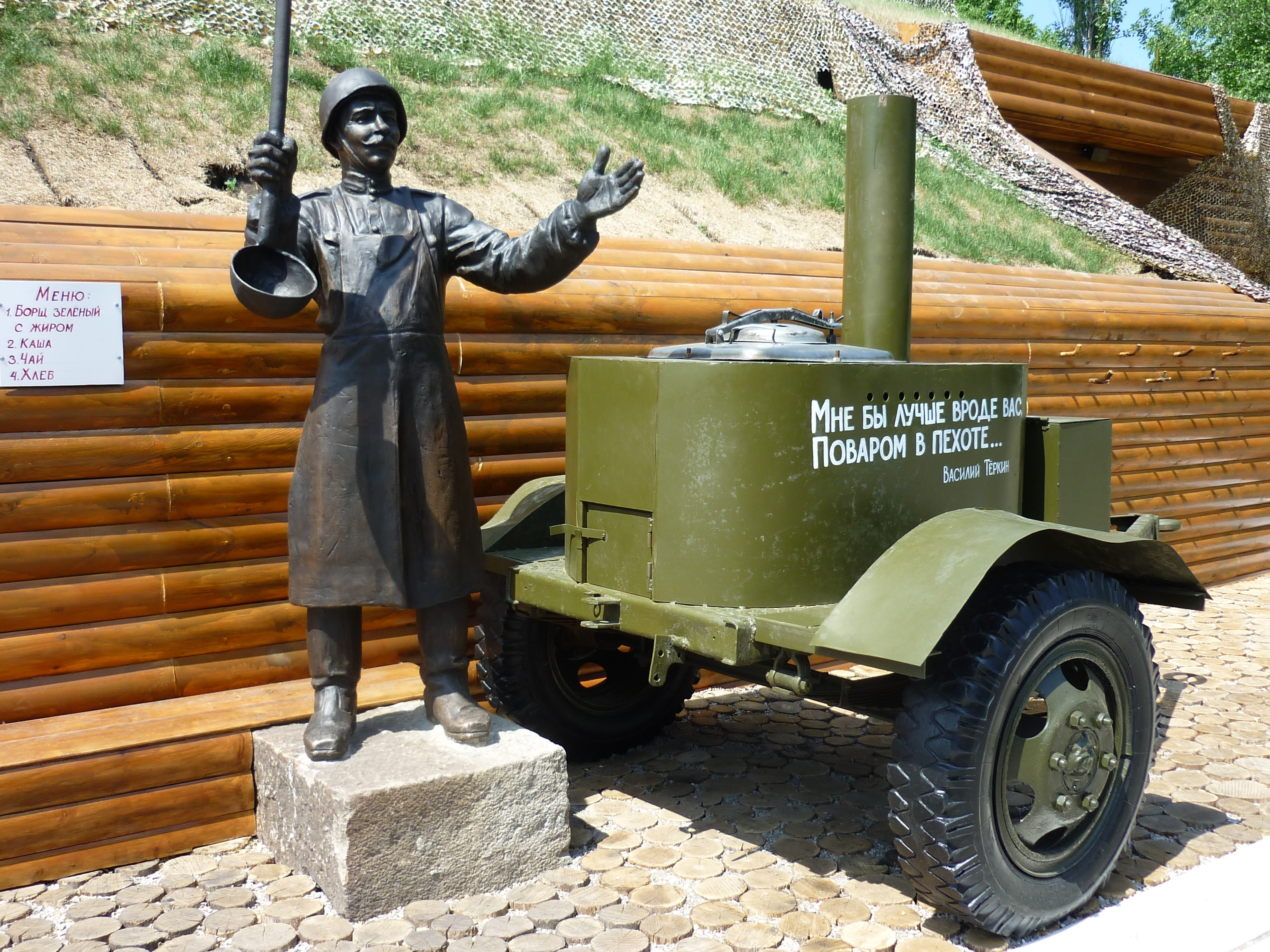
.
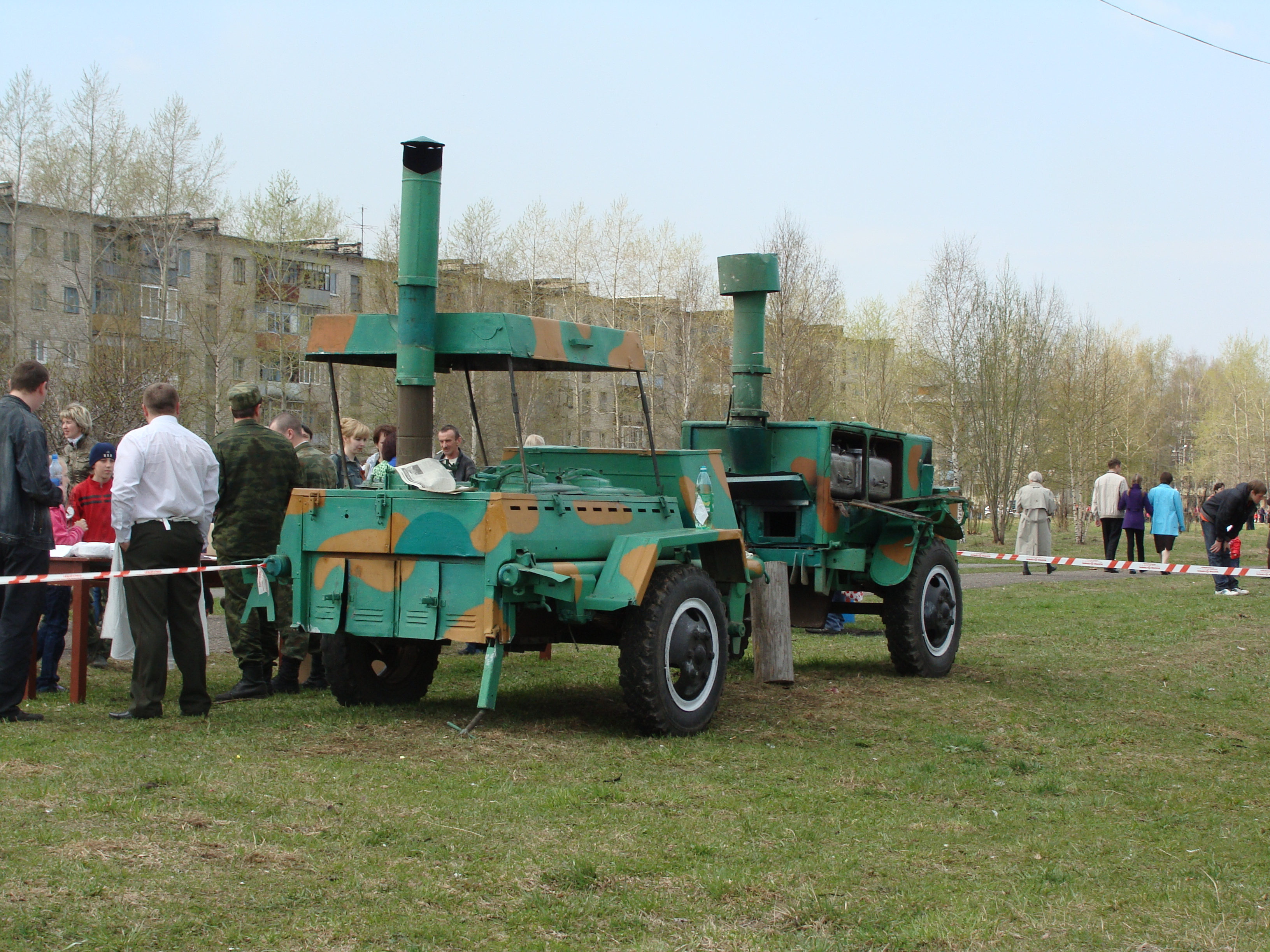
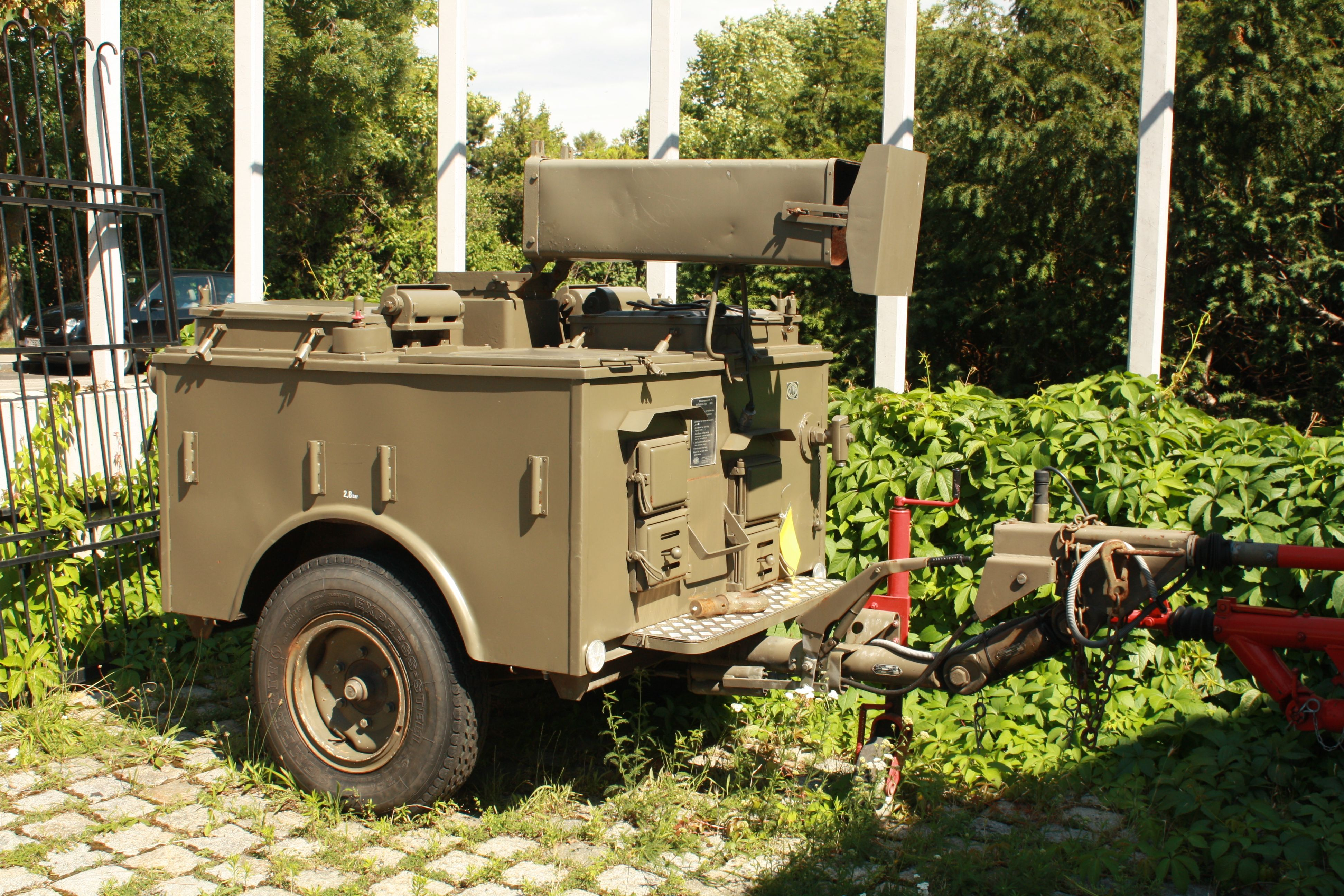
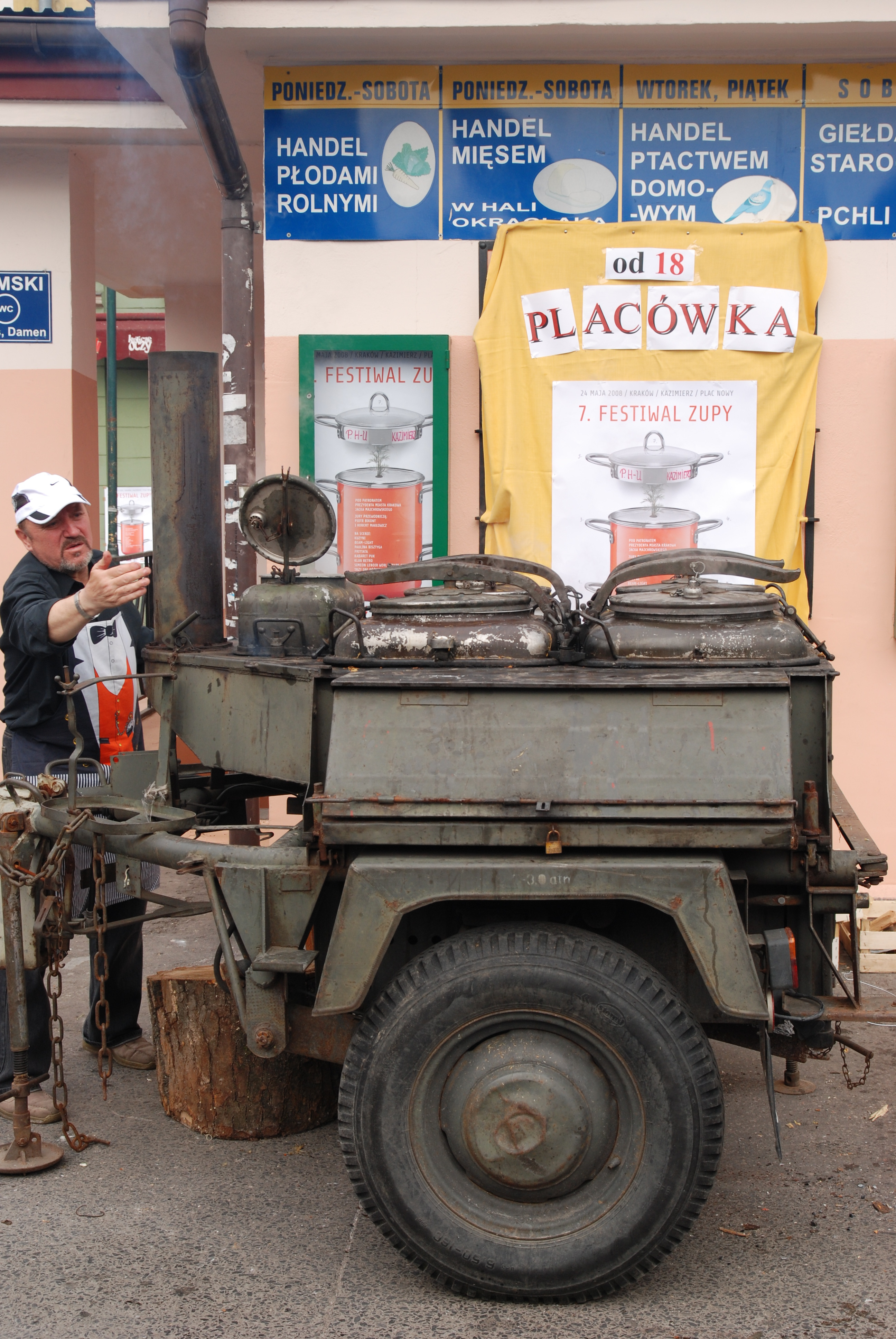